# Roche-à-Bateau (ort)
Roche-à-Bateau är en ort i Haiti.   Den ligger i departementet Sud, i den sydvästra delen av landet, 180 km väster om huvudstaden Port-au-Prince. Roche-à-Bateau ligger 32 meter över havet och antalet invånare är 1 662.
Terrängen runt Roche-à-Bateau är huvudsakligen kuperad, men den allra närmaste omgivningen är platt. Havet är nära Roche-à-Bateau åt sydväst. Runt Roche-à-Bateau är det tätbefolkat, med 331 invånare per kvadratkilometer. Närmaste större samhälle är Arniquet, 14,1 km öster om Roche-à-Bateau. Omgivningarna runt Roche-à-Bateau är en mosaik av jordbruksmark och naturlig växtlighet.